# Pseudonoorda
Pseudonoorda és un gènere d'arnes de la família Crambidae.

## Taxonomia
- Pseudonoorda brunneiflava Munroe, 1974
- Pseudonoorda brunneifusalis (Hampson, 1917)
- Pseudonoorda distigmalis (Hampson, 1913)
- Pseudonoorda edulis Maes & Poligui in Maes, 2012
- Pseudonoorda faroensis Maes, 2012
- Pseudonoorda flammea Maes, 2012
- Pseudonoorda hemileuca (Turner, 1933)
- Pseudonoorda lampra (Tams, 1935)
- Pseudonoorda metalloma Lower, 1903
- Pseudonoorda minor Munroe, 1974
- Pseudonoorda nigropunctalis (Hampson, 1899)
- Pseudonoorda nitidalis (Pagenstecher, 1900)
- Pseudonoorda noordimimalis (Hampson, 1917)
- Pseudonoorda photina (Tams, 1935)
- Pseudonoorda rubricostalis (Hampson, 1910)